# سرجيان يوفانوفيتش (حكم)
سرجيان يوفانوفيتش (بالسيريلية الصربية: Срђан Јовановић؛ من مواليد 9 أبريل 1986) حكم كرة قدم صربي يتولى إدارة الدوري الصربي الممتاز. حكم دولي للاتحاد الدولي لكرة القدم فيفا منذ عام 2015، ويصنف ضمن فئة حكم النخبة في الاتحاد الأوروبي لكرة القدم.
بدأ يوفانوفيتش العمل في الدوري الصربي الممتاز عام 2014، كانت أول مباراة يديرها كحكم ساحة في 30 أغسطس 2014 بين نادي رادنيكي نيش ونادي دوني سريم، وفي عام 2015، تم إدراجه ضمن قائمة حكام الفيفا. أدار أول مباراة دولية له في 16 يناير 2016 بين منتخب الإمارات العربية المتحدة ومنتخب أيسلندا. أدار يوفانوفيتش أيضًا مباراة في الدوري اليوناني الممتاز في 17 مارس 2019 بين أتروميتوس وأيك أثينا. وفي عام 2019، تم اختياره كحكم لبطولة كأس العالم تحت 17 سنة 2019 في البرازيل.